# Неоклассический либерализм
Неокласси́ческий либерали́зм, также называемый либерали́змом Аризо́нской шко́лы и сострада́тельным либертариа́нством — либертарианская политическая философия которая фокусируется на совместимости поддержки гражданских свобод и свободных рынков, с одной стороны, и заботы о социальной справедливости и благополучии беднейших слоев населения, с другой. Сторонники неоклассического либерализма в целом считают, что повестка дня, сосредоточенная на свободе личности, принесет наибольшую пользу экономически слабым и социально незащищенным.

## История
Впервые термин «школа Аризоны» использовал Эндрю Сабл, представив Дэвида Шмидца на коллоквиуме кафедры Калифорнийского университета в Лос-Анджелесе в 2012 году. После того, как его заставили дать определение «школа Аризоны», Сабл сказал, что школа в целом является либертарианской, но ее наиболее отличительной особенностью является то, что она создает политическую философию, которая стремится быть основанной на наблюдениях и эмпирически подотчетной. Первое зарегистрированное использование термина сострадательный либертарианец, кажется, было в эссе 1996 года Родерика Т. Лонга. Впоследствии он был использован в сообщении в блоге Стефана Шаркански, а позже взят и развит Арнольдом Клингом в статье для TCS Daily. С тех пор этот термин время от времени использовался рядом либертарианских авторов, включая Энтони Грегори и Брайана Каплана.
В марте 2011 года группа академических философов, политических теоретиков и экономистов создала блог Bleeding Heart Libertarians. Постоянными авторами блога являются Фернандо Тесон, Гэри Чартье, Джейсон Бреннан, Родерик Т. Лонг и Стивен Хорвиц.

## Критика
Критики сострадательного либертарианского движения включают экономиста Дэвида Д. Фридмана, для которого сострадательные либертарианцы «настаивают на том, что социальная справедливость должна быть частью либертарианства, но не желают говорить нам, что это означает».